# タトラT3 (シュヴェリーン市電)
この項目では、タトラ国営会社スミーホフ工場（ČKDタトラ）が製造した路面電車車両（タトラカー）のタトラT3（タトラT3D）のうち、東ドイツ（ソ連）（→ドイツ）の都市・シュヴェリーンの路面電車であるシュヴェリーン市電で使用された車両について解説する。付随車のタトラB3（タトラB3D）と共に1973年から1988年まで長期に渡る導入が行われ、2004年まで営業運転に用いられた。

## 概要
1908年に開通したシュヴェリーン市電では、第二次世界大戦後の東ドイツ成立後、同国の国営企業で製造された2軸車（ET50形、ET57形、EB57形、TE59形等）が多数導入された。一方、ソビエト連邦を中心とした経済相互援助会議（コメコン）の元、東ドイツを含めた東側諸国向けの路面電車車両はチェコスロバキア（現：チェコ）に存在したタトラ国営会社スミーホフ工場（ČKDタトラ）で生産されたタトラカーを標準型とする方針が決まり、1960年に東ドイツ向けの車両となるタトラT3Dが試作され、ドレスデン市電での試運転を経て1967年から本格的に量産が始まり、新興住宅地と市内中心部や工業地域を結ぶ大規模な路線建設計画が決まったシュヴェリーン市電へ向けても1973年から導入が開始された。
タトラT3は従来の車両（タトラT2）と比べて軽量化を図った車体構造を有するボギー車で、シュヴェリーン市電を始めとしたループ線が存在する路線での使用を前提とした構造となっていたため、運転台や乗降扉は片側のみ設置されていた。そのうちタトラT3Dは東ドイツ（DDR）向けに設計された車種で、最高速度が他国向けの車両（65 km/h）から55 km/hに抑えられた一方、同時に製造された付随車であるタトラB3Dが牽引可能な歯車比となった他、主電動機の出力も他国向けの車両から増加した。
このT3D・B3Dは従来東ドイツに導入されていた路面電車と比べて車体幅が2,500 mmと広く、先に導入されていたドレスデン市電やケムニッツ市電ではプラットホームと車体が接触する危険性が指摘された。そのため、シュヴェリーン市電では新規路線の車両限界をT3D・B3Dに合わせるという対応を取っている。

## 運用

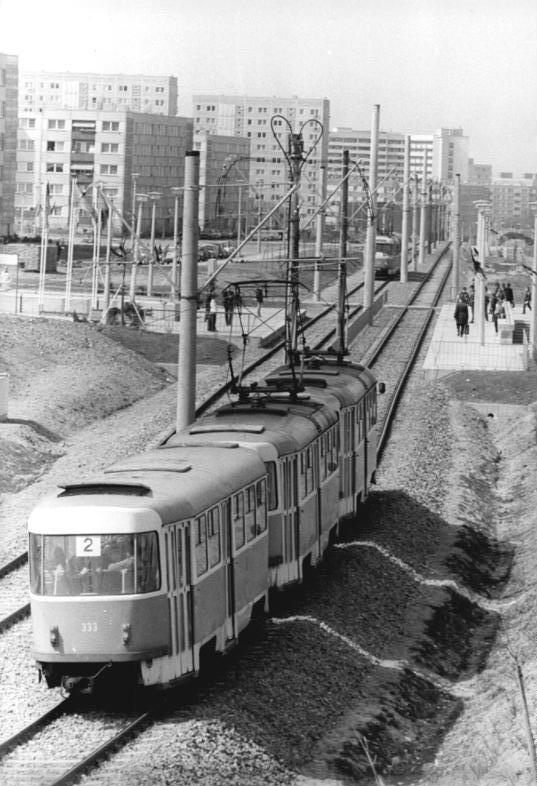
3両編成（1984年撮影）

1973年8月から導入が始まり、1988年までにT3Dが118両（201 - 300、401 - 418）、B3Dが59両（301 - 359）生産された。導入初期は変電所の出力不足により新規路線にT3D・B3Dが使用出来ず従来の2軸車が投入される事態も生じたが、以降は路線新設への対応に加えてこれらの2軸車の置き換えを目的とした増備が進み、導入が完了した1988年をもってシュヴェリーン市電から2軸車は引退した。
T3Dは1両でも運用が可能な設計であったが、シュヴェリーン市電では輸送力を確保するため2両編成（T3D + T3D）や3両編成（T3D + T3D + B3D）での運用が主体であった。東ドイツ末期の1988年には運転士不足を解消するため4両編成（T3D + T3D + T3D + B3D）による試運転も実施されたが、電力消費量の増大が課題となり営業運転に用いられる事は無かった。
1990年のドイツ再統一を受けてシュヴェリーン市電が国営路線から民営路線へ転換された一方、T3D・B3Dについては近代化工事が施工される事となった。対象となった車両は乗降扉が従来の折戸式からプラグドアに変更され、座席や窓の交換が実施された他、T3Dの電気機器についてもAEG製の電機子チョッパ制御に対応したものへと交換された。またT3Dについて、連結運転時に先頭に立つ車両は運転台の拡張が行われ、運転台側のプラグドアが片開き式となり扉幅も縮小したT3DC1に改造された一方、後方に連結される車両は運転台の機器の一部を撤去したT3DC2となった。これらの改造は、（T3D→）T3DC1、T3DC2については1991年 - 1994年に、（B3D→）B3DCは1994年 - 1995年に実施されたが、対象とならなかった車両も多数存在し、一部は1990年代後半に他国の路面電車路線やドイツの博物館へ譲渡された。
再統一後、急速に進むモータリーゼーションによって利用客の減少に見舞われたシュヴェリーン市電は、サービス向上のため2001年から部分超低床電車のSN2001形の導入を開始した。これにより、更新車を含めたT3D・B3Dについて全車とも置き換えられる事となり、2004年2月23日をもって営業運転を終了した。その結果、シュヴェリーン市電は旧東ドイツの都市で初めてタトラカーが全廃した路面電車となった。引退したT3DC1やT3DC2は2005年までに後述の各都市への譲渡が行われたが、B3DCについては全車解体された。

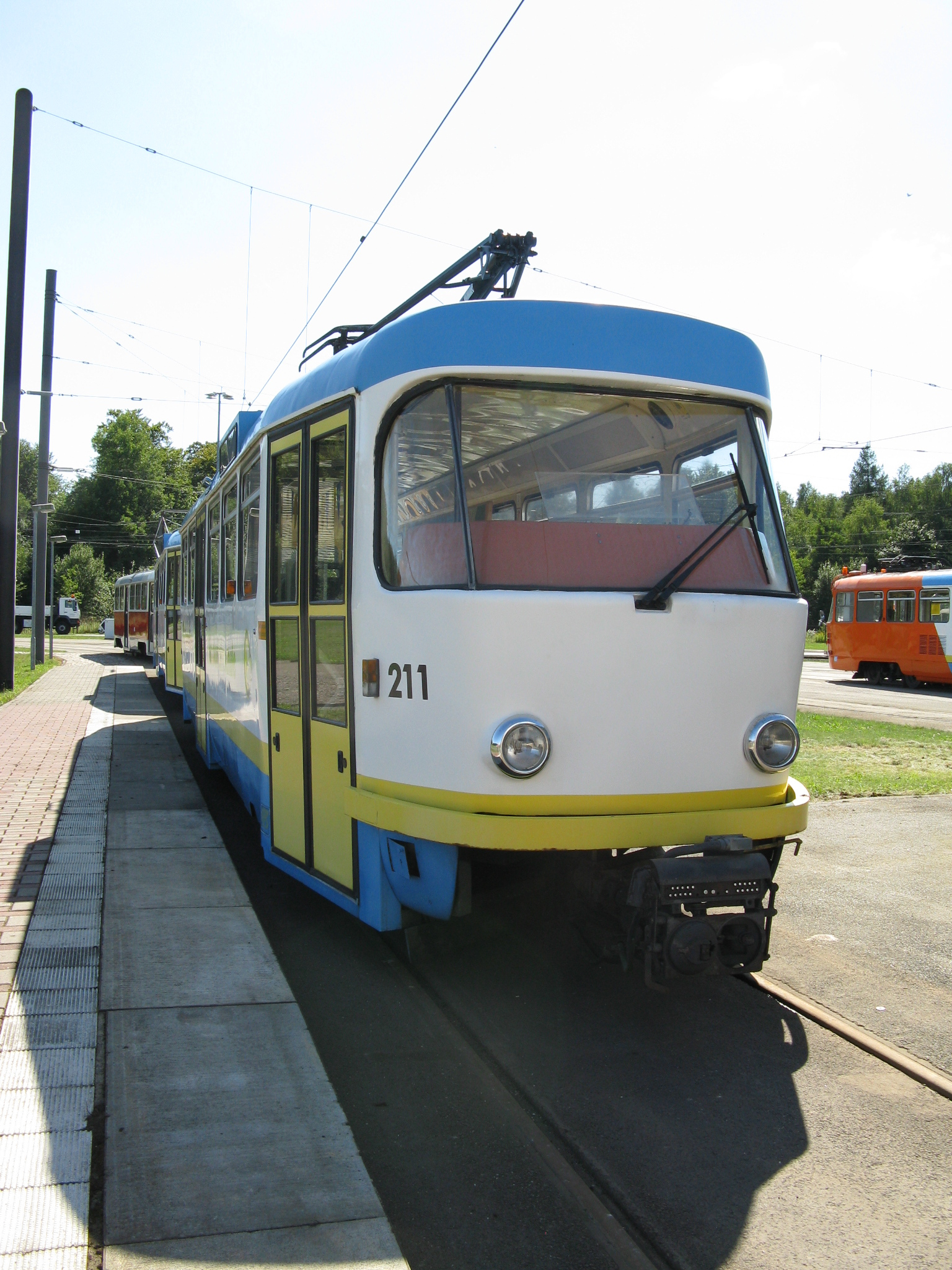
T3DC2（211、2008年撮影）
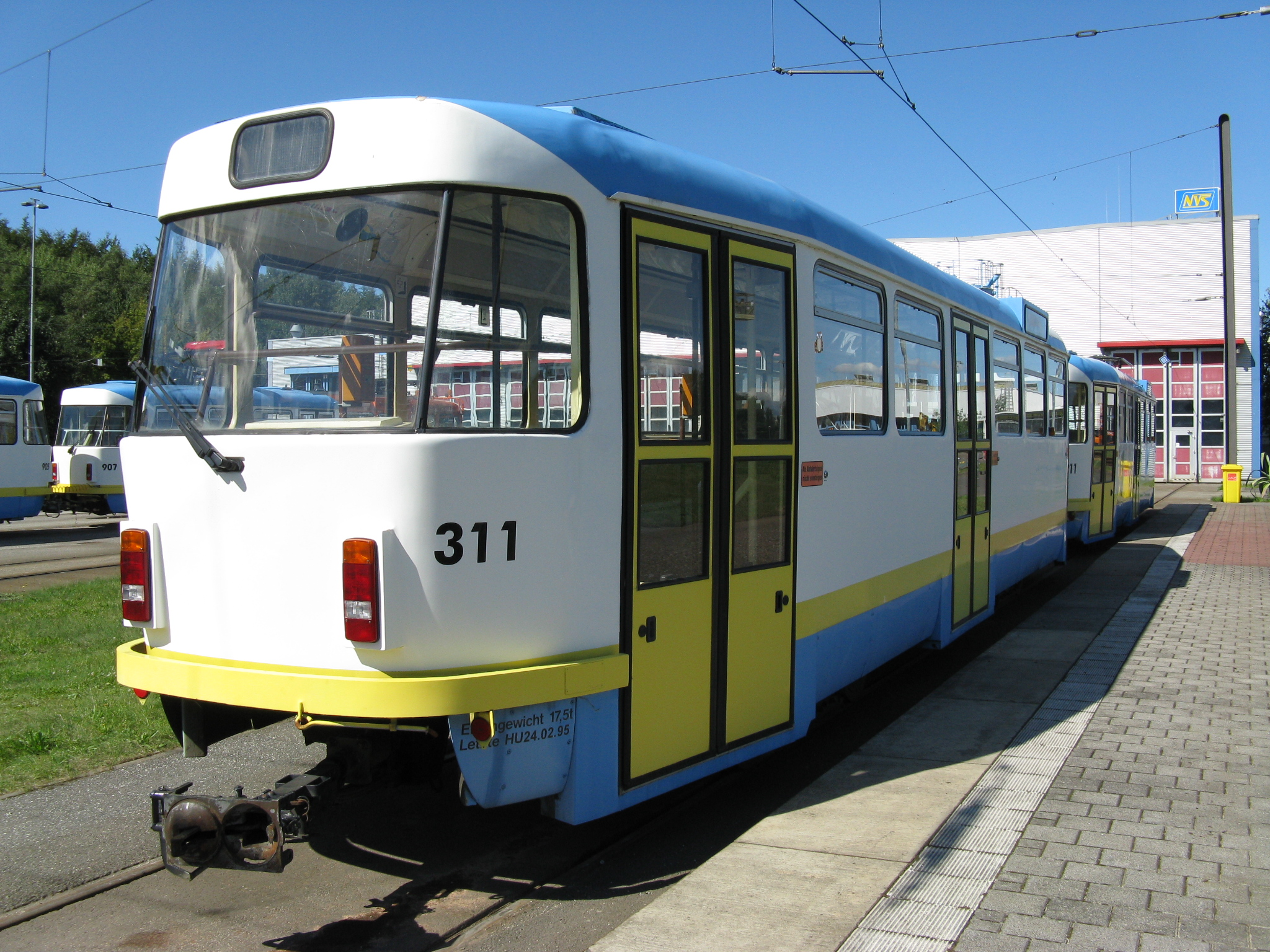
B3DC（311、2008年撮影）
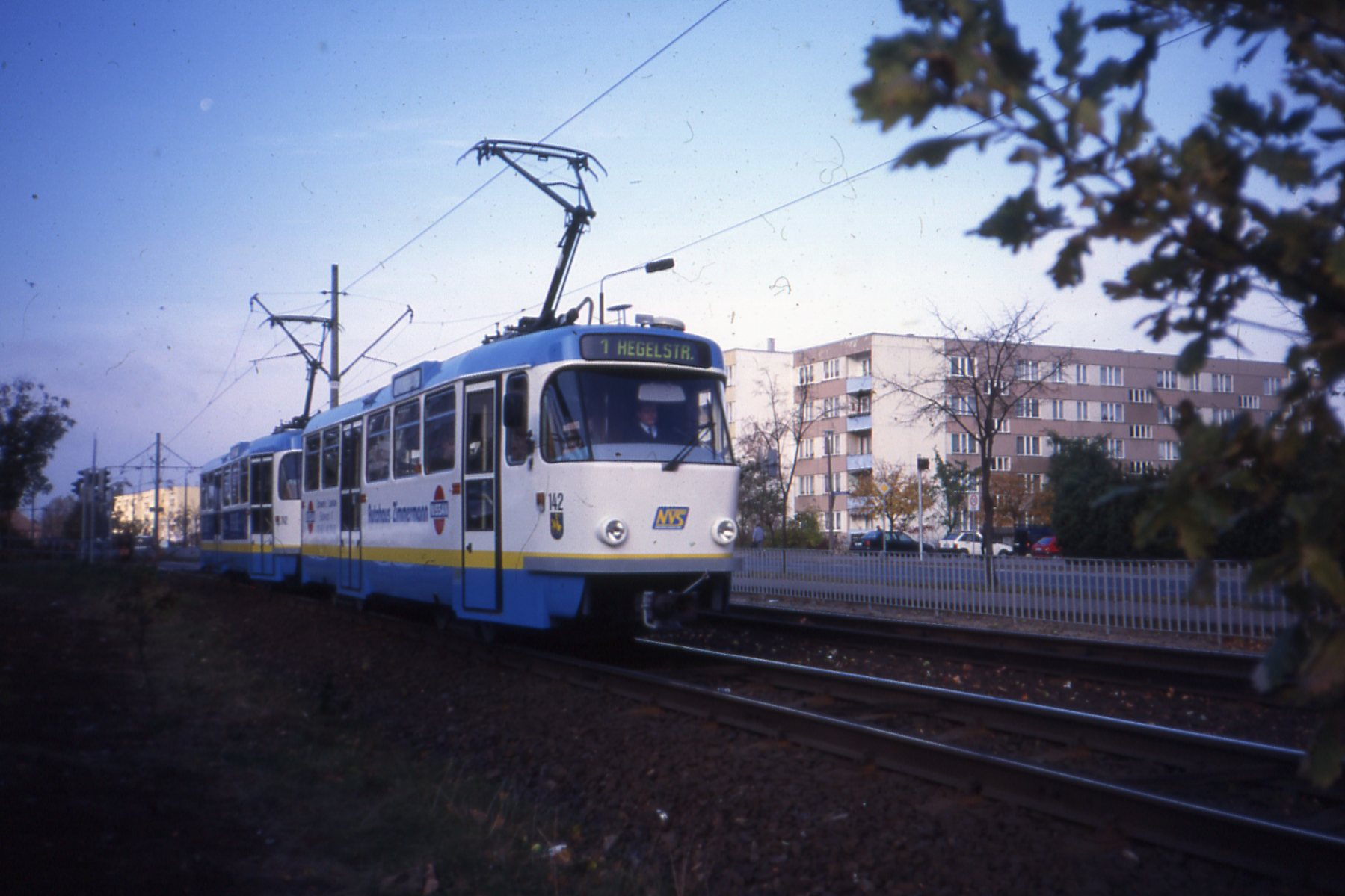
T3DC1 + T3DC2（1994年撮影）

## 保存車両など
2014年の時点で、シュヴェリーン市電には以下の車両が残存する。うち太字で番号が記されている車両は動態保存が行われている車両である。
- T3D（T3DC）
  - 417 - 1988年製。更新工事の対象にならず、2005年の廃車まで原形が維持された。その後は静態保存されていたが、シュヴェリーン市電開通100周年に合わせて修復工事が実施され、2008年8月8日以降動態保存運転に用いられている[7]。
  - 418 - 1988年、シュヴェリーン市電向けのB3Dのラストナンバー。更新工事の対象にならず、原形のまま使用された。2014年の時点では車庫で静態保存されている。
  - 907 - 事業用車両への改造車。通常時には測定車に用いられる一方、冬季にはスノープラウを装着し除雪にも使われる。
  - 111 - 1977年製。学童輸送用に改造されたが、長期間に渡って留置されている[2]。
  - 905 - 事業用車両。レール削正および冬季の除雪用に使用されたが、2014年時点では車庫で留置された状態が続いている。
- B3D
  - 359 - 1988年製、シュヴェリーン市電向けのB3Dのラストナンバー。更新工事の対象にならず、原形のまま使用された。2014年の時点では車庫で静態保存されている。

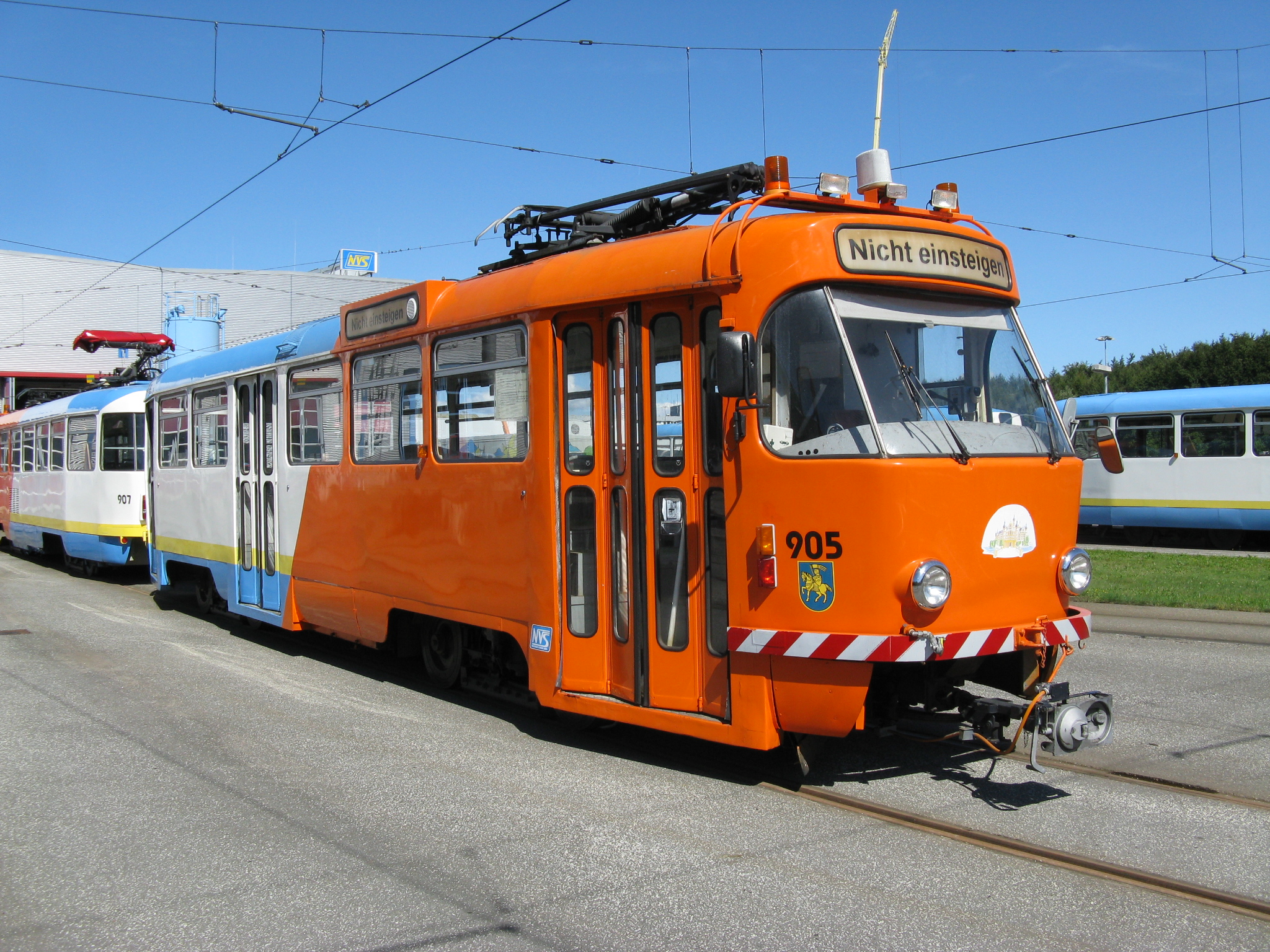
905（2008年撮影）
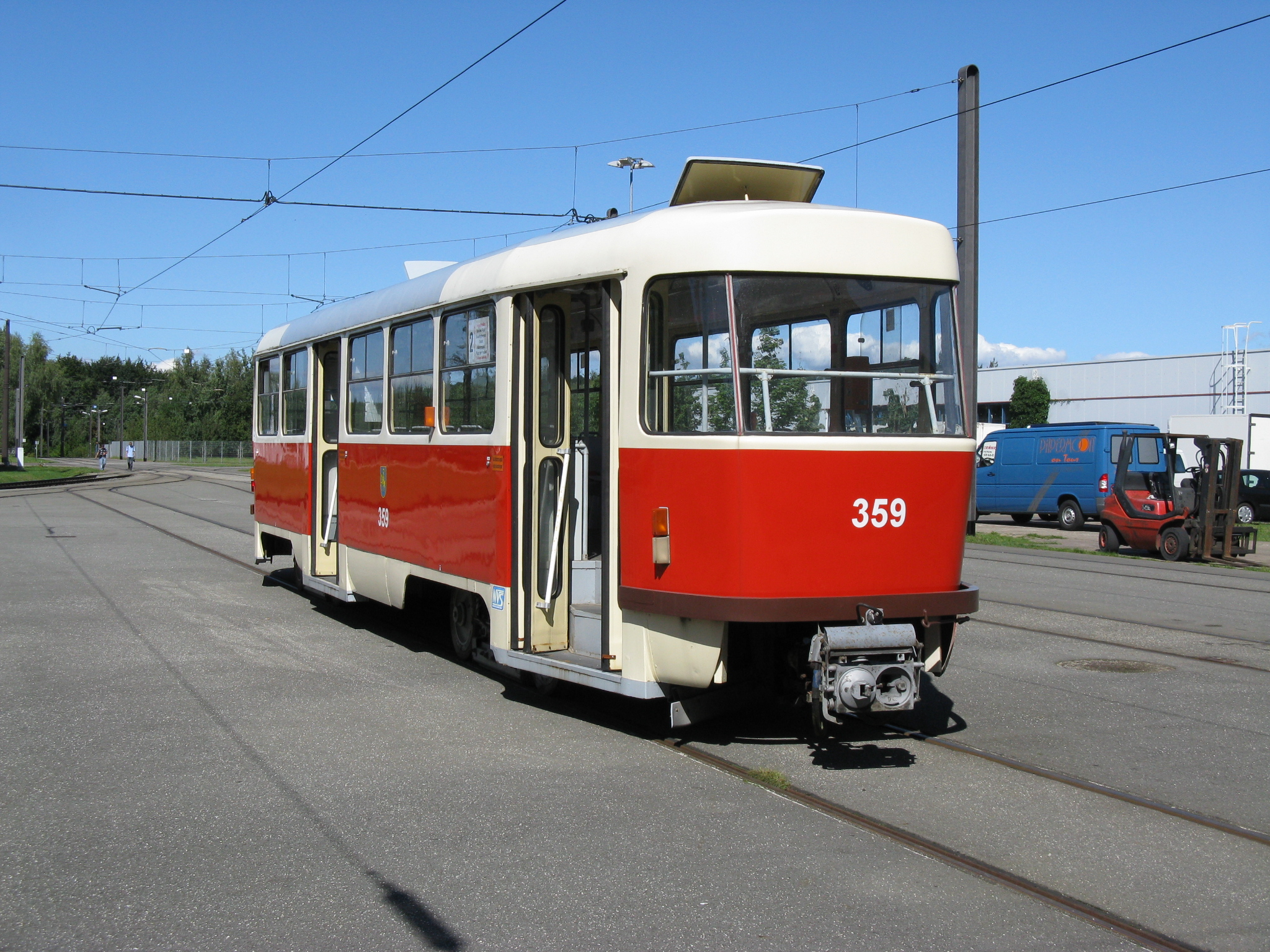
359（2008年撮影）

## 譲渡
シュヴェリーン市電で廃車となったT3Dの一部は以下の都市への譲渡が行われた。また、未更新車両の一部についてはドイツの博物館への譲渡も実施された。
- 未更新車両（1990年代後半に譲渡）
  - ロシア連邦：ウラジカフカス（ウラジカフカス市電）
  - ロシア連邦：ヴォロネジ（ヴォロネジ市電（ロシア語版））
- 更新車両（2002年 - 2005年に譲渡）
  - ラトビア：ダウガフピルス（ダウガフピルス市電）[12]
  - ウクライナ：ドニプロ（ドニプロ市電）
  - カザフスタン：アルマトイ（アルマトイ市電）
  - ロシア連邦：トゥーラ（トゥーラ市電）

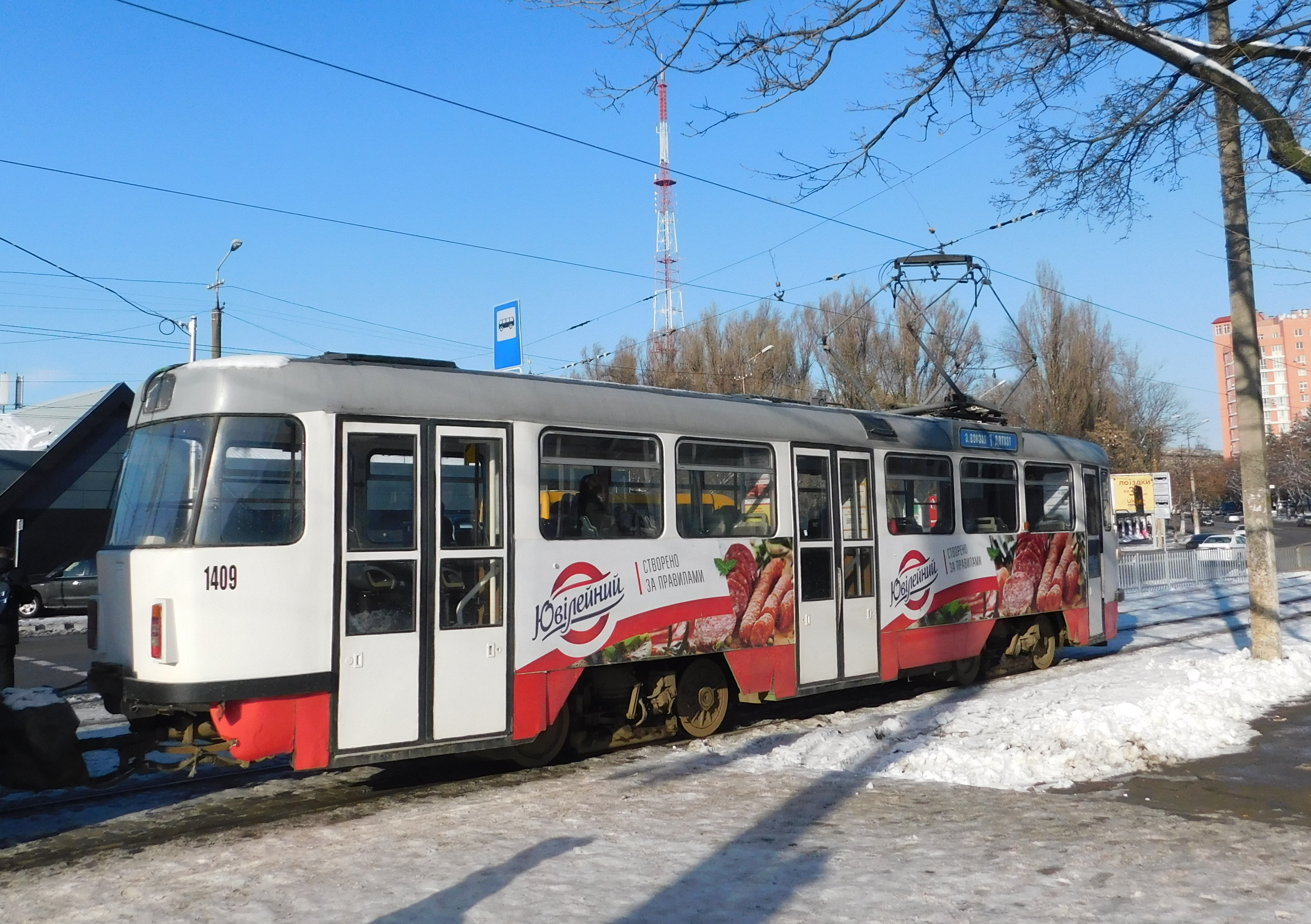
ドニプロ（2019年撮影）
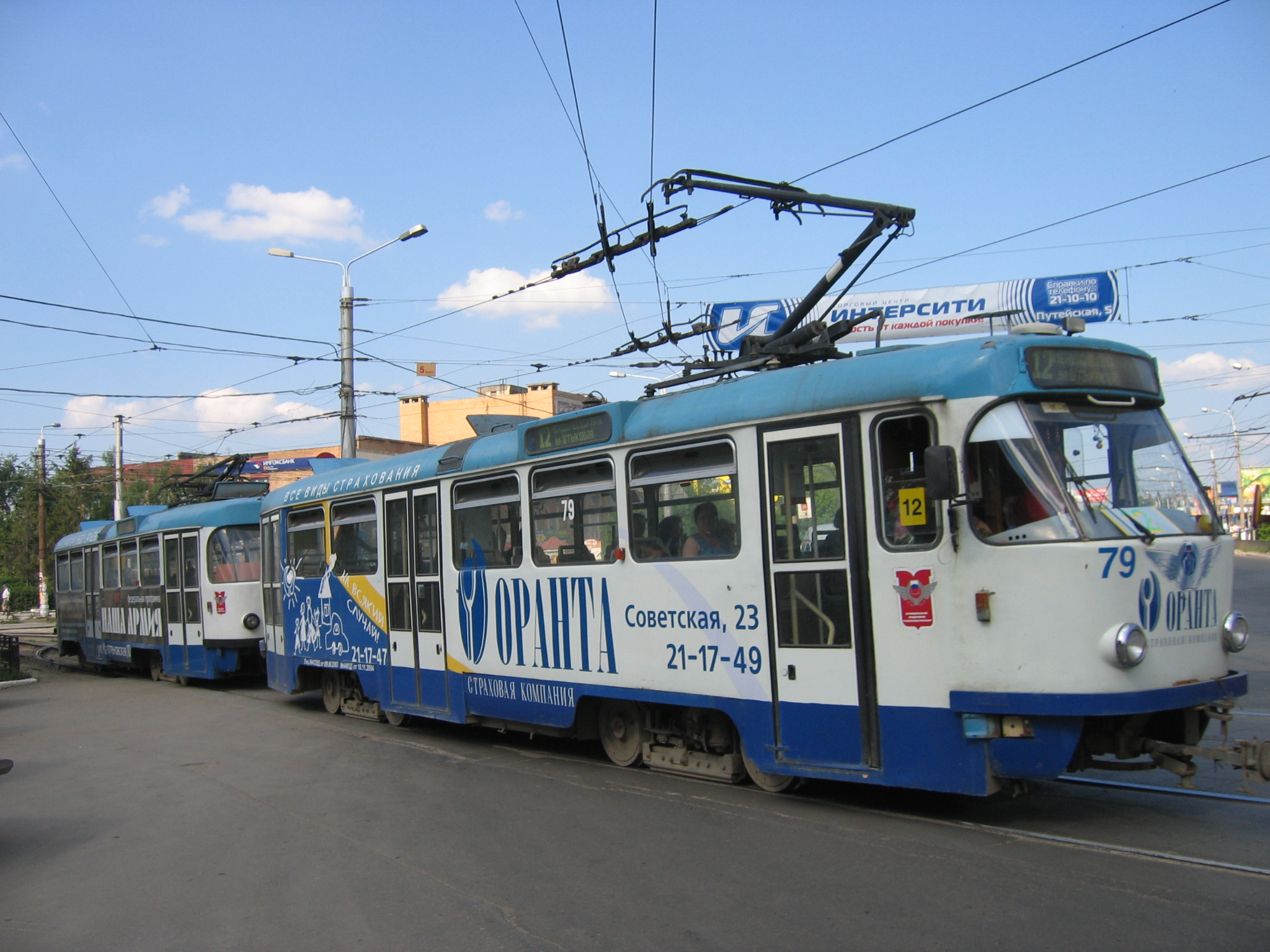
トゥーラ（2007年撮影）